# TuS Nortorf
Der TuS Nortorf (offiziell: Turn- und Sportverein Nortorf von 1859 e. V.) ist ein Sportverein aus der Stadt Nortorf im Kreis Rendsburg-Eckernförde in Schleswig-Holstein. Der Verein besitzt unter anderem Sparten für Fußball, Basketball, Handball, Tennis, Volleyball und Leichtathletik.

## Fußballabteilung
Die Herren-Fußballmannschaft des Vereins konnte sich 1947 in einer schleswig-holsteinischen Ausscheidungsrunde nicht für die neue Oberliga Nord qualifizieren und belegte in der Saison 1947/48 in der Gruppe West der Landesliga Schleswig-Holstein, die damals die höchste Amateurklasse darstellte, den 9. Platz. Diese Platzierung reichte nicht für den Verbleib in der höchsten Amateurklasse. In den folgenden Jahrzehnten spielte der Verein regelmäßig in den zweit- oder dritthöchsten Amateurklassen von Schleswig-Holstein. Seit 2008 gehört er ununterbrochen der Verbandsliga West an.